# Kussa
Kussa (russisch Куса) ist eine Stadt in der Oblast Tscheljabinsk (Russland) mit 18.792 Einwohnern (Stand 14. Oktober 2010).

## Geografie
Die Stadt liegt an der Westflanke des Südlichen Ural etwa 180 km westlich der Oblasthauptstadt Tscheljabinsk bei der Mündung der Kussa in den Ai, einem linken Nebenfluss der Ufa im Flusssystem der Kama.
Kussa ist Verwaltungszentrum des gleichnamigen Rajons.
Die Stadt liegt an der 1916 eröffneten, ursprünglich West-Ural-Eisenbahn genannten Eisenbahnstrecke Kalino (bei Tschussowoi)–Druschinino–Berdjausch.

## Geschichte
Kussa entstand 1778 im Zusammenhang mit der Errichtung des Eisenwerkes Kussinski Sawod und erhielt am 18. Januar 1943 Stadtrecht.

### Bevölkerungsentwicklung
| Jahr | Einwohner |
| ---- | --------- |
| 1939 | 13.829    |
| 1959 | 21.753    |
| 1970 | 21.155    |
| 1979 | 21.926    |
| 1989 | 22.606    |
| 2002 | 20.316    |
| 2010 | 18.792    |

Anmerkung: Volkszählungsdaten (1939 gerundet)

## Kultur und Sehenswürdigkeiten
Die Stadt besitzt ein Museum für Kunstguss, welcher vom Kussaer Eisenwerk seit den 1880er Jahren betrieben wird.
In der Umgebung verschiedene Naturschönheiten, wie Felsen im Tal des Ai, sowie bekannte Mineralienfundstellen.

## Wirtschaft
In Kussa gibt es eine Maschinenfabrik sowie ein Werk zur Herstellung künstlicher und Verarbeitung natürlicher Schmucksteine und Schleifmittel, daneben Holzwirtschaft.

## Söhne und Töchter der Stadt
- Wladimir Iwanow (* 1987), Badmintonspieler
- Jegor Schalapow (* 1995), kasachisch-russischer Eishockeyspieler